# Капестрано
Капестрано (итал. Capestrano) је насеље у Италији у округу Л'Аквила, региону Абруцо.
Према процени из 2011. у насељу је живело 698 становника. Насеље се налази на надморској висини од 464 м.

## Становништво
| 1931. | 1936. | 1951. | 1961. | 1971. | 1981. | 1991. | 2001. | 2011. |
| ----- | ----- | ----- | ----- | ----- | ----- | ----- | ----- | ----- |
| 2.856 | 2.926 | 2.644 | 1.820 | 1.419 | 1.281 | 1.141 | 960   | 895   |